# Cornelia Cazacu
Cornelia Cazacu (n. 15 iulie 1955) este un senator român în legislatura 2004-2008 ales în municipiul București pe listele partidului PD. În cadrul activității sale parlamentare, Cornelia Cazacu a fost membru în grupurile parlamentare de prietenie cu Republica Libaneză, Republica Elenă și Regatul Spaniei. Cornelia Cazacu a inițiat 20 de propuneri legislative, din care 5 au fost promulgate legi.
În calitate de membru titular al Adunării Parlamentare al Consiliului Europei din partea delegației României s-a remarcat printr-o lipsă de preocupare și neglijență pentru soarta românilor din afara granițelor.
De asemenea, Cornelia Cazacu ar fi beneficiat în trecut de un tratament asemănător cu al lui Adrian Nastase în cadrul unor afaceri derulate cu statul român.

## Legături extene
- Pagina Corneliei Cazacu Arhivat în 6 decembrie 2008, la Wayback Machine.
- Cornelia Cazacu Arhivat în 27 februarie 2021, la Wayback Machine. la cdep.ro